# Arlee
Arlee (anglès) o nɫq̓alqʷ, nɫq̓a en llengües salish:) és una concentració de població designada pel cens dels Estats Units a l'estat de Montana. Segons el cens del 2000 tenia 602 habitants.

## Demografia
Segons el cens del 2000, Arlee tenia 602 habitants, 235 habitatges, i 161 famílies. La densitat de població era de 35,9 habitants per km².
Dels 235 habitatges en un 37% hi vivien nens de menys de 18 anys, en un 42,1% hi vivien parelles casades, en un 20,4% dones solteres, i en un 31,1% no eren unitats familiars. En el 26,8% dels habitatges hi vivien persones soles el 7,7% de les quals corresponia a persones de 65 anys o més que vivien soles. El nombre mitjà de persones vivint en cada habitatge era de 2,56 i el nombre mitjà de persones que vivien en cada família era de 3,14.
Per edats la població es repartia de la següent manera: un 32,4% tenia menys de 18 anys, un 7,1% entre 18 i 24, un 28,2% entre 25 i 44, un 23,4% de 45 a 60 i un 8,8% 65 anys o més. La composició racial era 45,85% blancs i 50% amerindis. Els hispànics de qualsevol raça són el 3,49% de la població.
L'edat mediana era de 33 anys. Per cada 100 dones de 18 o més anys hi havia 91,1 homes.
La renda mediana per habitatge era de 21.188 $ i la renda mediana per família de 22.125 $. Els homes tenien una renda mediana de 25.500 $ mentre que les dones 19.167 $. La renda per capita de la població era d'11.558$. Aproximadament el 37,6% de les famílies i el 34,1% de la població estaven per davall del llindar de pobresa.

## Poblacions properes
El següent diagrama mostra les poblacions més properes.